# Buraco branco
Na relatividade geral, um buraco branco é uma região hipotética do espaço-tempo e da singularidade que não pode ser acessada de fora, embora a energia-matéria, luz e informação possam escapar dela. Nesse sentido, é o reverso de um buraco negro, que só pode ser penetrado por fora e do qual a energia-matéria, a luz e a informação não podem escapar. Os buracos brancos aparecem na teoria dos buracos negros eternos. Além de uma região de buraco negro no futuro, tal solução das equações de campo de Einstein tem uma região de buraco branco em seu passado. No entanto, esta região não existe para buracos negros que se formaram por meio do colapso gravitacional, nem existem quaisquer processos físicos observados através dos quais um buraco branco poderia ser formado.
Os buracos negros supermassivos (BNSs) estão, teoricamente, no centro de cada galáxia e que, possivelmente, uma galáxia não pode se formar sem um. Stephen Hawking e outros propuseram que essas BNSs possam gerar um buraco branco supermassivo/Big Bang.

## Visão geral

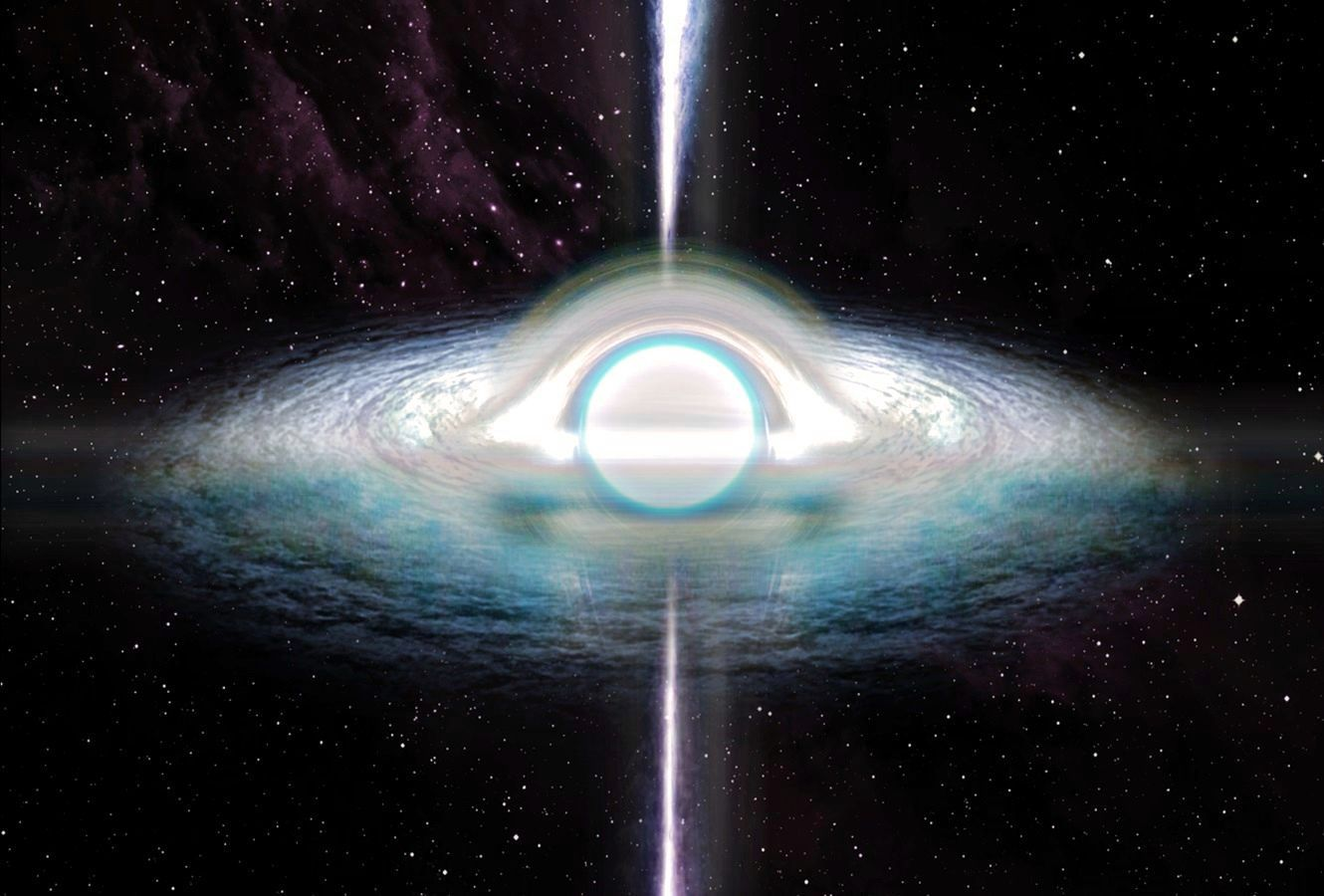
Renderização artística de um buraco branco.

Como os buracos negros, os buracos brancos têm propriedades como massa, carga e momento angular. Eles atraem matéria como qualquer outra massa, mas objetos caindo em direção a um buraco branco nunca alcançariam realmente o horizonte de eventos do buraco branco (embora no caso da solução de Schwarzschild estendida ao máximo, e discutida abaixo, o horizonte de eventos do buraco branco no passado se torne um buraco negro no horizonte de eventos no futuro, portanto, qualquer objeto que caia em sua direção acabará por atingir o horizonte do buraco negro). Imagine um campo gravitacional, sem superfície. A aceleração da gravidade é a maior na superfície de qualquer corpo. Mas como os buracos negros não têm superfície, a aceleração da gravidade aumenta exponencialmente, mas nunca atinge um valor final, pois não há superfície considerada em uma singularidade.
Na mecânica quântica, o buraco negro emite radiação Hawking e assim pode chegar ao equilíbrio térmico com um gás de radiação (não obrigatório). Como um estado de equilíbrio térmico é invariante na reversão no tempo, Stephen Hawking argumentou que a reversão no tempo de um buraco negro em equilíbrio térmico resulta em um buraco branco em equilíbrio térmico (cada um absorvendo e emitindo energia em graus equivalentes).  Consequentemente, isso pode implicar que os buracos negros e os buracos brancos são a mesma estrutura, em que a radiação Hawking de um buraco negro comum é identificada com a emissão de energia e matéria de um buraco branco. O argumento semi-clássico de Hawking é reproduzido em um tratamento quântico AdS/CFT onde um buraco negro no espaço anti de Sitter é descrito por um gás térmico em uma teoria de calibre, cuja reversão de tempo é a mesma que ele.

## Origem

Um diagrama da estrutura do espaço-tempo do buraco negro estendido ao máximo. A direção horizontal é o espaço e a direção vertical é o tempo.

A possibilidade da existência de buracos brancos foi apresentada pelo cosmologista russo Igor Novikov em 1964. Os buracos brancos são previstos como parte de uma solução para as equações de campo de Einstein, conhecidas como a versão estendida ao máximo da métrica de Schwarzschild descrevendo um buraco negro eterno sem carga e sem rotação. Aqui, "estendido ao máximo" refere-se à ideia de que o espaço-tempo não deve ter quaisquer "arestas": para qualquer trajetória possível de uma partícula em queda livre (seguindo uma geodésica) no espaço-tempo, deve ser possível continuar este caminho arbitrariamente longe no futuro da partícula, a menos que a trajetória atinja uma singularidade gravitacional como aquela no centro do interior do buraco negro. Para satisfazer este requisito, verifica-se que, além da região interna do buraco negro em que as partículas entram quando caem através do horizonte de eventos de fora, deve haver uma região interna do buraco branco separada, o que nos permite extrapolar as trajetórias de partículas que um observador exterior vê levantando-se longe do horizonte de eventos. Para um observador externo usando coordenadas de Schwarzschild, as partículas em queda levam um tempo infinito para alcançar o horizonte do buraco negro infinitamente longe no futuro, enquanto as partículas de saída que passam pelo observador têm viajado para fora por um tempo infinito desde que cruzaram o horizonte do buraco branco infinitamente longe o passado (entretanto, as partículas ou outros objetos experimentam apenas um tempo próprio finito entre cruzar o horizonte e passar pelo observador externo). O buraco negro/branco parece "eterno" da perspectiva de um observador externo, no sentido de que as partículas que viajam para fora da região interna do buraco branco podem passar pelo observador a qualquer momento, e as partículas que viajam para dentro, que eventualmente chegarão ao buraco negro a região interior também pode passar pelo observador a qualquer momento.
Assim como existem duas regiões internas separadas do espaço-tempo estendido ao máximo, também existem duas regiões externas separadas, às vezes chamadas de dois "universos" diferentes, com o segundo universo nos permitindo extrapolar algumas trajetórias de partículas possíveis nas duas regiões internas. Isso significa que a região do buraco negro interior pode conter uma mistura de partículas que caíram de qualquer universo (e, portanto, um observador que caiu de um universo pode ser capaz de ver a luz que caiu do outro), e da mesma forma partículas da região do buraco branco interior pode escapar para qualquer universo. Todas as quatro regiões podem ser vistas em um diagrama do espaço-tempo que usa as coordenadas de Kruskal-Szekeres (veja a figura).
Neste espaço-tempo, é possível criar sistemas de coordenadas de modo que se você escolher uma hipersuperfície de tempo constante (um conjunto de pontos que têm todos a mesma coordenada de tempo, de modo que cada ponto na superfície tem uma separação semelhante a um espaço, dando o que é chamado de 'superfície semelhante ao espaço') e desenhando um "diagrama de incorporação" representando a curvatura do espaço naquele momento, o diagrama de incorporação se parecerá com um tubo conectando as duas regiões externas, conhecido como uma "ponte de Einstein-Rosen" ou buraco de minhoca de Schwarzschild. Dependendo de onde a hipersuperfície semelhante ao espaço é escolhida, a ponte de Einstein-Rosen pode conectar dois horizontes de eventos de buraco negro em cada universo (com pontos no interior da ponte sendo parte da região do buraco negro do espaço-tempo), ou dois horizontes de eventos do buraco branco em cada universo (com pontos no interior da ponte fazendo parte da região do buraco branco). É impossível usar a ponte para cruzar de um universo para o outro, no entanto, porque é impossível entrar em um horizonte de eventos de buraco branco de fora, e qualquer pessoa que entrar em um horizonte de buraco negro de qualquer universo inevitavelmente atingirá a singularidade do buraco negro.
Observe que a métrica de Schwarzschild estendida ao máximo descreve um buraco negro/buraco branco idealizado que existe eternamente da perspectiva de observadores externos; um buraco negro mais realista que se forma em algum momento específico a partir de uma estrela em colapso exigiria uma métrica diferente. Quando a matéria estelar em queda é adicionada a um diagrama da história de um buraco negro, ela remove a parte do diagrama correspondente à região do interior do buraco branco. Mas, como as equações da relatividade geral são reversíveis no tempo - elas exibem simetria de reversão no tempo - a relatividade geral também deve permitir a reversão no tempo desse tipo de buraco negro "realista" que se forma a partir da matéria em colapso. O caso da reversão do tempo seria um buraco branco que existe desde o início do universo e que emite matéria até que finalmente "explode" e desaparece. Apesar de tais objetos serem permitidos teoricamente, eles não são levados tão a sério quanto os buracos negros pelos físicos, uma vez que não haveria processos que levariam naturalmente à sua formação; eles poderiam existir apenas se fossem construídos nas condições iniciais do Big Bang. Além disso, é previsto que tal buraco branco seria altamente "instável" no sentido de que se qualquer pequena quantidade de matéria caísse em direção ao horizonte de fora, isso impediria a explosão do buraco branco vista por observadores distantes, com a matéria emitida a partir da singularidade nunca podendo escapar do raio gravitacional do buraco branco.

## Big Bang/buraco branco supermassivo
Uma visão dos buracos negros proposta pela primeira vez no final da década de 1980 pode ser interpretada como um esclarecimento sobre a natureza dos buracos brancos clássicos. Alguns pesquisadores propuseram que quando um buraco negro se forma, um Big Bang pode ocorrer no núcleo/singularidade, o que criaria um novo universo que se expande para fora do universo original. Veja também Universos Fecund.
A teoria da gravidade de Einstein-Cartan-Sciama-Kibble estende a relatividade geral removendo uma restrição da simetria da conexão afim e considerando sua parte antissimétrica, o tensor de torção, como uma variável dinâmica. A torção é responsável naturalmente pelo momento angular intrínseco (spin) da mecânica quântica.
De acordo com a relatividade geral, o colapso gravitacional de uma massa suficientemente compacta forma um buraco negro singular. Na teoria de Einstein-Cartan, no entanto, o acoplamento mínimo entre a torção e os espinores de Dirac gera uma interação spin-spin repulsiva que é significativa na matéria fermiônica em densidades extremamente altas. Tal interação impede a formação de uma singularidade gravitacional. Em vez disso, a matéria em colapso do outro lado do horizonte de eventos atinge uma densidade enorme, mas finita, e se recupera, formando uma ponte Einstein-Rosen regular. O outro lado da ponte torna-se um novo universo infantil em crescimento. Para os observadores do universo bebê, o universo pai aparece como o único buraco branco. Consequentemente, o universo observável pode ser o interior deuma ponte  Einstein-Rosen de um buraco negro dentre os muitos possíveis dentro de um universo maior. O Big Bang pode ter sido então um Big Bounce não singular no qual o universo observável tinha um fator de escala mínimo finito.
Um artigo de 2012 argumenta que o próprio Big Bang é um buraco branco. Sugere ainda que o surgimento de um buraco branco, que foi denominado 'Small Bang', é espontâneo - toda a matéria é ejetada com um único pulso. Assim, ao contrário dos buracos negros, os buracos brancos não podem ser continuamente observados; em vez disso, seus efeitos podem ser detectados apenas em torno do próprio evento. O artigo até propôs a identificação de um novo grupo de explosões de raios gama com buracos brancos.
Em 2014, a ideia do Big Bang sendo produzido por uma explosão supermassiva de um buraco branco foi explorada na estrutura de um vácuo de cinco dimensões por Madriz Aguilar, Moreno e Bellini.